# Сиалеевский Майдан
Сиале́евский Майда́н — село в Кадошкинском районе Мордовии в составе Пушкинского сельского поселения.

## География
Село расположено на речке Лосев (в дореволюционных источниках — Сиалейка), в 27 км от районного центра и 2 км от железнодорожноой станции «Старое Пшенёво». По информации на 2019 год имелись проблемы с транспортной доступностью села зимой и в межсезонье.

## История
Село основано во второй половине XVIII века. Название села было образовано по названию речки Сиалейки, на которой оно расположено, и слова «майдан», которое обозначало возвышенную прогалину и стоящий на ней лесной завод (смолокурню, дегтярню, поташню, смолевой, селитряный завод). Кроме того, до революции в отношении села в официальных документах использовались также названия Никольско-Сиалеевский (по названию построенного в 1790 году храма в честь Николая Чудотворца) и Пшеневский (по названию соседнего мордовского села).
Согласно преданию, основателями Сиалеевского Майдана были бежавшие от помещиков крестьяне из деревни Крестовки Инсарского уезда Моля и Заика, к которым со временем присоединились и другие поселенцы, которых привлекали богатые леса в этой местности. Кроме того, в Сиалеевском Майдане стали селиться будные крестьяне, приходившие работать на основанные здесь поташные заводы. До 1790 года село административно относилось к приходу Казённый Майдан, а после постройки Никольского храма был образован самостоятельный приход, также включавший в разное время деревни Парляй, Старое Пшенево, Чекашевы Полянки.
Согласно «Списку населённых мест Пензенской губернии» 1869 года Сиалеевский Майдан (Пшенев) — казённое село в Инсарском уезде из 181 двора с населением 1393 человека; помимо церкви в селе имелось училище и располагалось волостное правление. По опубликованным в 1913 году данным подворной переписи, в Сиалеевском Майдане насчитывалось уже 293 двора общим населением 1839 человек; имелась церковь, церковно-приходская и земская школы, крупное имение Н. Н. Столыпина, кредитное товарищество, медпункт, ветеринарный пункт, 2 ветряные мельницы, пожарная машина, винная и 2 пивные лавки, овчинный завод, кузница, пекарня.
В начале 1930-х гг. был организован колхоз, с 1990 г. — ООО «Единый труд», с 1996 г. — СХПК «Сиалмайданский». По информации на 2004 год в современном селе имеется основная школа, библиотека, Дом культуры, медпункт, отделение связи, магазин
В 2015 году в селе был освящён возрождённый храм в честь святителя Николая Мирликийского.

## Население
| 1810  | 1820  | 1830  | 1840  | 1850  | 1870  | 1880  |
| ----- | ----- | ----- | ----- | ----- | ----- | ----- |
| 1586  | ↘1395 | ↘1099 | ↗1166 | ↘1060 | ↗1073 | ↗1161 |
| 1890  | 1897  | 1900  | 1911  | 1938  | 2002  | 2010  |
| ↗1373 | ↗1630 | ↘1622 | ↗1839 | ↗1902 | ↘180  | ↘74   |

Национальный состав
В дореволюционных статистических и краеведческих источниках Сиалеевский Майдан обозначался как русское село. Согласно результатам переписи 2002 года, русские составляли 78 % населения.

## Уроженцы
Сиалеевский Майдан — родина Героя Советского Союза Н. С. Чапаева.